# Jangamakote
Jangamakote är en ort i Indien.   Den ligger i distriktet Chikkaballapur och delstaten Karnataka, i den södra delen av landet, 1 700 km söder om huvudstaden New Delhi. Jangamakote ligger 885 meter över havet och antalet invånare är 5 842.
Terrängen runt Jangamakote är platt. Runt Jangamakote är det tätbefolkat, med 442 invånare per kvadratkilometer. Närmaste större samhälle är Dasarahalli, 18,2 km söder om Jangamakote. Trakten runt Jangamakote består till största delen av jordbruksmark.